# Sympiesis oditidis
Sympiesis oditidis är en stekelart som beskrevs av Geoffrey John Kerrich 1969.
Sympiesis oditidis ingår i släktet Sympiesis och familjen finglanssteklar. Artens utbredningsområde är Kenya. Inga underarter finns listade i Catalogue of Life.